# سکالکا (ناحیه پروستییوف)
سکالکا (به چکی: Skalka) یک منطقهٔ مسکونی در جمهوری چک است که در ناحیه پروستییوو واقع شده‌است. سکالکا ۲۳۸ نفر جمعیت دارد و ۲۱۸ متر بالاتر از سطح دریا واقع شده‌است.